# Archidiecezja Miami

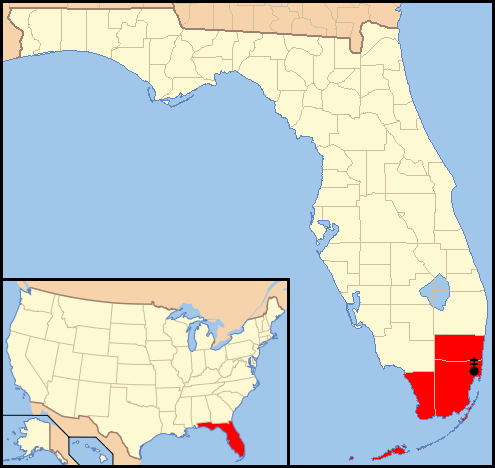
Terytorium archidiecezji Miami

Archidiecezja Miami (łac. Archidioecesis Miamiensis, ang. Archdiocese of Miami) – rzymskokatolicka archidiecezja ze stolicą w Miami, w stanie Floryda, w Stanach Zjednoczonych.
Obejmuje terytorium trzech hrabstw: Miami-Dade, Broward oraz Monroe.
Arcybiskup Miami jest również metropolitą Miami. W skład metropolii wchodzą diecezje: Orlando, Palm Beach, Pensacola-Tallahassee, Saint Augustine, Saint Petersburg i Venice.
Obecnie arcybiskupem Miami jest Thomas Wenski. Pełni on posługę arcybiskupią od 10 kwietnia 2010.
Na terenie archidiecezji żyje 124 zakonników i 260 sióstr zakonnych.

## Historia
Diecezja Miami została utworzona 25 maja 1958. Objęła ona 16 południowych hrabstw Florydy, które wchodziły dotychczas w skład diecezji Saint Augustine. Diecezja była sufraganią archidiecezji Baltimore, a 10 lutego 1962 została podporządkowana archidiecezji Atlanta.
W 1963 bp Carroll zniósł segregację rasową w szkołach katolickich. Uczynił to około 10 lat przed resztą szkół w stanie.
2 marca 1968 na terenie biskupstwa powstały nowe diecezje: Orlando i Saint Petersburg. W tym samym dniu diecezja Miami została podniesiona do godności archidiecezji.
16 czerwca 1984 powstały kolejne diecezje: Palm Beach i Venice.

## Arcybiskupi i biskupi Miami

### Arcybiskupi Miami
- Coleman Carroll (13 sierpnia 1958 – 26 lipca 1977 zmarł) do 2 marca 1968 biskup
- Edward McCarthy (26 lipca 1977 – 3 listopada 1994)
- John Favalora (3 listopada 1994 – 10 kwietnia 2010)
- Thomas Wenski (10 kwietnia 2010 - nadal)

### Biskupi pomocniczy
- John Fitzpatrick (1968–1971)
- René Gracida (1971–1975)
- John Nevins (1979–1984)
- Agustin Roman (1979-2003)
- Norbert Dorsey (1986–1990)
- Gilberto Fernandez (1997-2002)
- Thomas Wenski (1997–2003)
- Felipe Estévez (2004-2011)
- John Noonan (2005-2010)
- Peter Baldacchino (2014-2019)
- Enrique Delgado (od 2017)

## Parafie
Parafie archidiecezji opisane na Wikipedii:
- Parafia św. Józefa w Miami
- Polska Misja Pastoralna Matki Boskiej Częstochowskiej w Pompano Beach

## Media

### Radio
Archidiecezja prowadzi uruchomione w grudniu 1990 Radio Paz (nadaję w języku hiszpańskim) oraz siostrzaną stację powstałą w styczniu 1993 Radio Peace, która nadaję w języku angielskim. Zostały one założone przez ks. Federico Capdepona. Stacje można również usłyszeć za pośrednictwem Internetu.

### Gazeta
Organem prasowym metropolii Miami jest dwutygodnik Florida Catholic. Każde wydanie zawiera m.in. słowo od arcybiskupa, duchową refleksje nad Pismem Świętym oraz wiadomości lokalne, krajowe i międzynarodowe ze szczególnym uwzględnieniem życia Kościoła katolickiego. Gazeta publikowana jest również w wersji elektronicznej.